# شیزوئوکا شینبون
شیزوئوکا شینبون (انگلیسی: Shizuoka Shimbun) یک روزنامه به زبان ژاپنی است.